# European Teacher Education Network
European Teacher Education Network (ETEN) je nezisková organizace, která spojuje instituce vzdělávajících učitele v Evropě, Severní Americe a v Asii. Hlavním cílem organizace je zprostředkování vzájemné spolupráce jejích členů a sdílení zkušeností. ETEN byl založen v roce 1988 a z hlediska právní formy je od roku 2018 registrován jako nezisková organizace v Belgii. Komunikačním jazykem organizace je angličtina. Pracoviště s obdobnými zájmy jsou v rámci organizace propojovány v rámci takzvaných Tematických zájmových skupin (Thematic Interest Groups).

## Členové
V roce 2020 měl ETEN více než 60 členů z Anglie, Ázerbájdžánu, Belgie, Česka, Dánska, Finska, Francie, Izraele, Kanady, Německa, Litvy, Lotyšska, Nizozemí, Norska, Portugalska, Rakouska, Španělska, Švédska, Švýcarska, Tchaj-wanu, Turecka a USA. Jediným českým členem organizace je od září 2017 Pedagogická fakulta Masarykovy univerzity.

## Aktivity
- ETEN vydává v elektronické podobě časopis Journal of the European Teacher Education Network (JETEN).
- Každoročně organizuje výroční konferenci v jedné z členských institucí.
- Podporuje vzájemné výměny pracovníků členských institucí a vzájemnou spolupráci ve výzkumu a v projektové činnosti.